# Ligue féminine de basket 2023-2024
Navigation
2022-2023 2024-2025
| \| Bourges Lyon Lattes Mont-de-Marsan Angers Landerneau Charleville-Mézières Saint-Amand-les-Eaux Villeneuve-d'Ascq Charnay-lès-Mâcon La Roche-sur-Yon Tarbes \| Localisation des clubs. |
| Bourges Lyon Lattes Mont-de-Marsan Angers Landerneau Charleville-Mézières Saint-Amand-les-Eaux Villeneuve-d'Ascq Charnay-lès-Mâcon La Roche-sur-Yon Tarbes                               |

La saison 2023-2024 de la LFB est la 26e édition de la Ligue féminine de basket.

## Formule de la compétition
Le championnat est composé de douze équipes. Les huit meilleures équipes participent aux play-offs et les quatre dernières aux play-dows. L’équipe vainqueur des play-offs est championne de France, l’équipe dernière des play-downs descend en Ligue féminine 2.

## Clubs participants
| Club                                                         | Ville                | Dernière montée | Class. 22-23 | Entraîneur                      | Depuis    | Salle                                | Capacité théorique | Saisons |
| ------------------------------------------------------------ | -------------------- | --------------- | ------------ | ------------------------------- | --------- | ------------------------------------ | ------------------ | ------- |
| LDLC ASVEL féminin                                           | Lyon                 | 2011            | 01           | David Gautier                   | 2022      | Salle Mado-Bonnet                    | 1 400              | 12      |
| Villeneuve-d’Ascq                                            | Villeneuve-d’Ascq    | 2000            | 02           | Rachid Meziane                  | 2019      | Le Palacium                          | 2 300              | 23      |
| Basket Lattes Montpellier Méditerranée Métropole Association | Lattes               | 2001            | 03           | Valéry Demory                   | 2021      | Palais des sports de Lattes          | 1 300              | 22      |
| Tango Bourges Basket                                         | Bourges              | 1991            | 04           | Olivier Lafargue                | 2017      | Palais des sports du Prado           | 5 000              | 32      |
| Basket Landes                                                | Mont-de-Marsan       | 2008            | 05           | Julie Barennes                  | 2019      | Espace François-Mitterrand           | 2 500              | 15      |
| Roche Vendée Basket Club                                     | La Roche-sur-Yon     | 2017            | 06           | Emmanuel Body                   | 2013      | Salle des Oudairies                  | 2 500              | 6       |
| Union féminine Angers Basket 49                              | Angers               | 2021            | 07           | Aurélie Bonnan                  | 2022      | Salle Jean-Bouin                     | 3 000              | 5       |
| Flammes Carolo basket                                        | Charleville-Mézières | 2010            | 08           | Romuald Yernaux                 | 2002      | L’Arena                              | 2 960              | 13      |
| Saint-Amand Hainaut Basket                                   | Saint-Amand-les-Eaux | 2010            | 09           | Julien Pincemin Fabrice Pontier | 2022 2024 | Salle Maurice-Hugot                  | 1 700              | 14      |
| Tarbes Gespe Bigorre                                         | Tarbes               | 2016            | 10           | François Gomez                  | 2022      | Palais des sports du quai de l'Adour | 2 000              | 31      |
| Landerneau Bretagne Basket                                   | Landerneau           | 2018            | 12           | Wani Muganguzi                  | 2021      | La Cimenterie                        | 2 400              | 5       |
| Charnay Basket Bourgogne Sud                                 | Charnay-lès-Mâcon    | 2023            | 01 (LF2)     | Stéphane Leite                  | 2022      | Le Cosec                             | 700                | 3       |

Légende des couleurs
- Club participant à l’Euroligue 2023-2024
- Club participant à l’Eurocoupe 2023-2024
- Promu de Ligue féminine 2 2022-2023

### Changements d’entraîneur
| Club                       | Entraîneur(s) partant(s) | Motif du départ | Date de départ | Période                    | Entraîneur(s) arrivant(s) | Date d’arrivée | Réf.  |
| -------------------------- | ------------------------ | --------------- | -------------- | -------------------------- | ------------------------- | -------------- | ----- |
| Saint-Amand Hainaut Basket | Julien Pincemin          | Licencié        | 25 avril 2024  | En cours de playdown (0–2) | Fabrice Pontier           | 25 avril 2024  | [ 3 ] |

### Équipementiers
| Équipe                       | Équipementier      | Période           | Réf.   |
| ---------------------------- | ------------------ | ----------------- | ------ |
| Angers                       | Skills             | 2016 –            | [ 4 ]  |
| Charleville-Mézières         | Skills             | 2021/05 –         | [ 5 ]  |
| Landerneau                   | Erreà              | 2020 –            | [ 6 ]  |
| Basket Landes                | Erreà              | ?                 | [ 7 ]  |
| Lattes-Montpellier           | Kappa              | ?                 | [ 8 ]  |
| La Roche-sur-Yon             | Puma               | ?                 | [ 9 ]  |
| Bourges                      | Puma               | 2021/09 –         | [ 10 ] |
| Charnay Basket Bourgogne Sud | Vestiaire du sport | ?                 | [ 11 ] |
| Lyon                         | Adidas             | 2020/07 –         | [ 12 ] |
| Saint-Amand-les-Eaux         | Joma               | ?                 | [ 13 ] |
| Tarbes                       | Nike Ô sports      | 2019/09 – 2025/06 | [ 14 ] |
| Villeneuve-d’Ascq            | Tarmak             | ?                 | [ 15 ] |

## La saison régulière

### Classement de la saison régulière
En cas d’égalité, les clubs sont départagés en fonction des résultats obtenus lors de leurs confrontations directes, indiquées entre parenthèses si nécessaire.
| Rang | Équipe                         | Pts  | J  | G  | P  | Pp   | Pc   | Diff |
| ---- | ------------------------------ | ---- | -- | -- | -- | ---- | ---- | ---- |
| 1    | ESB Villeneuve-d’Ascq LMF      | 41   | 22 | 19 | 3  | 1845 | 1462 | 383  |
| 2    | Tango Bourges                  | 40   | 22 | 18 | 4  | 1739 | 1450 | 289  |
| 3    | Basket LandesC                 | 38   | 22 | 16 | 6  | 1653 | 1432 | 221  |
| 4    | Lattes-Montpellier BLMA        | 35   | 22 | 13 | 9  | 1622 | 1593 | 29   |
| 5    | Charnay BBSP (2–0)             | 33   | 22 | 11 | 11 | 1643 | 1653 | -10  |
| 6    | LDLC Lyon ASVEL fémininT (0–2) | 33   | 22 | 11 | 11 | 1596 | 1589 | 7    |
| 7    | Tarbes Gespe Bigorre           | 32   | 22 | 10 | 12 | 1453 | 1482 | -29  |
| 8    | UF Angers Basket 49 (+29)      | 31   | 22 | 9  | 13 | 1502 | 1551 | -49  |
| 9    | FCB Charleville-Mézières (–29) | 31   | 22 | 9  | 13 | 1501 | 1640 | -139 |
| 10   | Roche Vendée Basket Club       | 26–1 | 22 | 5  | 17 | 1484 | 1703 | -219 |
| 11   | Saint-Amand Hainaut Basket     | 26   | 22 | 4  | 18 | 1329 | 1664 | -335 |
| 12   | Landerneau Bretagne Basket     | 26–3 | 22 | 7  | 15 | 1508 | 1656 | -148 |

|   | Qualification pour les play-offs 2024 |
|   | Participation aux play-downs 2024     |
| T | Tenant du titre 2023                  |
| F | Finaliste 2023                        |
| P | Promu de LF2                          |
| C | Vainqueur de la Coupe de France 2023  |

Points de pénalité :
- –1 point pour la Roche Vendée Basket Club à la suite de la décision de la Commission de Contrôle de Gestion (CCG)[17]
- –3 points pour le Landerneau Bretagne Basket à la suite de la décision de la Commission de Contrôle de Gestion (CCG)[18]

### Matchs
mise à jour: 6 avril 2024
| Résultats (dom.\ext.)                                              | ANG    | BOU   | CHV   | CHN   | LDR   | LDS     | LAT   | LYO     | ROC    | SAH   | TAR   | VIL   |
| Angers                                                             |        | 57-70 | 99-61 | 69-62 | 71-73 | 58-71   | 72-86 | 66-82   | 65-61  | 62-50 | 71-66 | 67-89 |
| Bourges                                                            | 79-59  |       | 89-68 | 78-57 | 73-82 | 88-70   | 79-70 | 79-77   | 100-85 | 83-40 | 75-60 | 68-85 |
| Charleville-Mézières                                               | 78-69  | 56-78 |       | 92-75 | 78-67 | 80-77   | 70-79 | 66-62   | 64-59  | 68-55 | 73-53 | 56-82 |
| Charnay-lès-MâconP                                                 | 70-66  | 63-79 | 71-64 |       | 91-82 | 63-52   | 74-90 | 68-65   | 96-82  | 96-73 | 77-65 | 78-87 |
| Landerneau                                                         | 64-70  | 58-80 | 79-75 | 79-70 |       | 45-64   | 82-72 | 87-93ap | 75-78  | 72-64 | 63-68 | 75-90 |
| Basket Landes                                                      | 84-71  | 79-65 | 75-45 | 92-76 | 94-60 |         | 85-70 | 78-65   | 89-52  | 82-53 | 75-61 | 66-64 |
| Lattes-Montpellier                                                 | 62-82  | 58-91 | 94-76 | 83-73 | 68-49 | 77-72ap |       | 65-58   | 53-72  | 71-52 | 82-58 | 75-83 |
| LyonT                                                              | 67-63  | 58-79 | 82-60 | 69-85 | 59-69 | 90-83ap | 92-74 |         | 85-59  | 80-62 | 71-59 | 62-97 |
| La Roche-sur-Yon                                                   | 52-73  | 53-71 | 73-79 | 71-93 | 82-72 | 56-66   | 84-87 | 66-58   |        | 92-66 | 61-78 | 66-91 |
| Saint-Amand Hainaut                                                | 61-77  | 57-83 | 71-65 | 67-74 | 69-61 | 53-60   | 44-70 | 70-59   | 89-60  |       | 55-83 | 61-85 |
| Tarbes                                                             | 57-49  | 75-82 | 69-63 | 76-67 | 69-59 | 56-58   | 63-79 | 72-78   | 66-58  | 82-49 |       | 50-74 |
| Villeneuve-d’AscqF                                                 | 106-66 | 83-70 | 82-64 | 72-64 | 78-55 | 84-81   | 82-57 | 82-84   | 87-62  | 99-68 | 63-67 |       |
| - Victoire à domicile - Victoire à l'extérieur - Match non disputé |        |       |       |       |       |         |       |         |        |       |       |       |

### Évolution du classement
| Journées / Clubs     | 1  | 2  | 3  | 4  | 5  | 6  | 7    | 8   | 9   | 10   | 11  | 12  | 13  | 14 | 15 | 16 | 17 | 18 | 19 | 20 | 21 | 22 | Top | PO | PD |
| -------------------- | -- | -- | -- | -- | -- | -- | ---- | --- | --- | ---- | --- | --- | --- | -- | -- | -- | -- | -- | -- | -- | -- | -- | --- | -- | -- |
| Villeneuve-d’AscqF   | 1  | 1  | 1  | 1  | 1  | 1  | 1    | 1   | 1   | 2    | 2   | 3   | 3   | 2  | 1  | 1  | 1  | 1  | 1  | 1  | 1  | 1  | 17  | 22 |    |
| Bourges              | 3  | 2  | 4  | 3  | 2  | 2  | 2    | 2   | 2   | 1    | 1   | 1   | 2   | 3  | 2  | 2  | 2  | 2  | 2  | 2  | 2  | 2  | 3   | 22 |    |
| Basket Landes        | 10 | 4  | 3  | 2  | 3  | 3  | 3    | 3   | 4   | 3    | 3   | 2   | 1   | 1  | 3  | 3  | 3  | 3  | 3  | 3  | 3  | 3  | 2   | 21 | 1  |
| Lattes-Montpellier   | 2  | 8  | 5  | 4  | 4  | 4  | 4    | 4   | 3   | 4    | 4   | 4   | 5   | 5  | 5  | 5  | 5  | 5  | 5  | 4  | 4  | 4  |     | 22 |    |
| Charnay-lès-MâconP   | 9  | 7  | 10 | 9  | 7  | 6  | 6    | 7   | 6   | 6    | 5   | 5   | 6   | 6  | 6  | 6  | 6  | 7  | 7  | 7  | 6  | 5  |     | 19 | 3  |
| LyonT                | 7  | 6  | 9  | 6  | 6  | 8  | 7    | 5   | 5   | 5    | 6   | 6   | 4   | 4  | 4  | 4  | 4  | 4  | 4  | 5  | 5  | 6  |     | 21 | 1  |
| Tarbes               | 12 | 11 | 7  | 10 | 10 | 7  | 11-1 | 8-1 | 9-1 | 10-1 | 9-1 | 8-1 | 7-1 | 7  | 8  | 8  | 7  | 6  | 6  | 6  | 7  | 7  |     | 14 | 8  |
| Angers               | 5  | 5  | 8  | 7  | 8  | 9  | 8    | 9   | 7   | 7    | 7   | 7   | 8   | 9  | 9  | 9  | 9  | 8  | 8  | 8  | 8  | 8  |     | 16 | 6  |
| Charleville-Mézières | 4  | 3  | 2  | 5  | 5  | 5  | 5-1  | 6-1 | 8-1 | 8-1  | 8-1 | 9-1 | 9-1 | 8  | 7  | 7  | 8  | 9  | 9  | 9  | 9  | 9  |     | 15 | 7  |
| La Roche-sur-Yon     | 6  | 9  | 6  | 8  | 9  | 9  | 10   | 11  | 11  | 9    | 10  | 10  | 11  | 10 | 10 | 11 | 10 | 10 | 11 | 12 | 12 | 10 |     | 3  | 19 |
| Saint-Amand Hainaut  | 8  | 10 | 12 | 12 | 12 | 11 | 9    | 10  | 10  | 11   | 11  | 11  | 10  | 11 | 12 | 10 | 11 | 12 | 12 | 11 | 11 | 11 |     | 1  | 21 |
| Landerneau           | 11 | 12 | 11 | 11 | 11 | 12 | 12   | 12  | 12  | 12   | 12  | 12  | 12  | 12 | 11 | 12 | 12 | 11 | 10 | 10 | 10 | 12 |     |    | 22 |

### État de forme des équipes
| Journée ╱ Équipe     | 1                  | 2 | 3 | 4 | 5 | 6 | 7 | 8 | 9 | 10 | 11 | 12 | 13 | 14 | 15 | 16 | 17 | 18 | 19 | 20 | 21 | 22 |   |
| -------------------- | ------------------ | - | - | - | - | - | - | - | - | -- | -- | -- | -- | -- | -- | -- | -- | -- | -- | -- | -- | -- | - |
| Journée ╱ Équipe     | Villeneuve-d’AscqF | V | V | V | V | V | V | V | D | V  | D  | V  | D  | V  | V  | V  | V  | V  | V  | V  | V  | V  | V |
| Bourges              | V                  | V | D | V | V | V | V | V | V | V  | V  | D  | D  | D  | V  | V  | V  | V  | V  | V  | V  | V  |   |
| Landes               | D                  | V | V | V | V | V | D | V | D | V  | V  | V  | V  | V  | D  | V  | D  | V  | V  | V  | D  | V  |   |
| Lattes-Montpellier   | V                  | D | V | V | V | D | V | V | V | D  | D  | D  | D  | V  | V  | D  | V  | D  | V  | V  | V  | D  |   |
| Charnay-lès-MâconP   | D                  | V | D | D | V | V | D | D | V | V  | V  | V  | D  | D  | D  | V  | D  | D  | V  | D  | V  | V  |   |
| LyonT                | D                  | V | D | V | D | D | V | V | V | V  | D  | V  | V  | V  | V  | V  | D  | D  | D  | D  | D  | D  |   |
| Tarbes               | D                  | D | V | D | D | V | D | V | D | D  | V  | V  | V  | V  | D  | D  | V  | V  | V  | D  | D  | D  |   |
| Angers               | V                  | D | D | V | D | D | D | D | V | V  | D  | V  | D  | D  | D  | D  | V  | V  | D  | V  | D  | V  |   |
| Charleville-Mézières | V                  | V | V | D | V | D | V | D | D | D  | V  | D  | D  | D  | V  | D  | D  | D  | D  | D  | V  | V  |   |
| La Roche-sur-Yon     | V                  | D | V | D | D | D | D | D | D | V  | D  | D  | D  | V  | D  | D  | V  | D  | D  | D  | D  | D  |   |
| Saint-Amand-les-Eaux | D                  | D | D | D | D | V | V | D | D | D  | D  | D  | V  | D  | D  | D  | D  | D  | D  | V  | D  | D  |   |
| Landerneau           | D                  | D | D | D | D | D | D | V | D | D  | D  | V  | V  | D  | V  | V  | D  | V  | D  | D  | V  | D  |   |

Séries de la saison
- Séries de victoires : 10 (Villeneuve-d’Ascq)
- Séries de défaites : 7 (Landerneau)

## Phase finale

### Playoffs
Cette saison, les huit meilleures équipes accèdent aux playoffs. La première rencontre la huitième, la seconde rencontre la septième, la troisième rencontre la sixième et la quatrième rencontre la cinquième du classement à l’issue de la saison régulière.
Les quarts de finale et demi-finales se jouent au format aller-retour : les scores des deux rencontres sont additionnés afin de déterminer le vainqueur de la série qui se qualifie pour le tour suivant. Par conséquent, les matches nuls sont possibles. Quant à la finale, elle se joue, comme la saison précédente, deux matches gagnants.

#### Tableau principal
|  | Quarts de finale | Quarts de finale           | Quarts de finale   | Quarts de finale | Quarts de finale |     |                    | Demi-finales               | Demi-finales | Demi-finales | Demi-finales | Demi-finales |  |  | Finale | Finale                     | Finale | Finale | Finale |
|  |                  |                            |                    |                  |                  |     |                    |                            |              |              |              |              |  |  |        |                            |        |        |        |
|  | 1                | ESB Villeneuve-d’Ascq LM F | 82                 | *100             | 182              |     |                    |                            |              |              |              |              |  |  |        |                            |        |        |        |
|  | 8                | UF Angers Basket 49        | *73                | 91               | 164              |     |                    |                            |              |              |              |              |  |  |        |                            |        |        |        |
|  | 8                | UF Angers Basket 49        | *73                | 91               | 164              |     | 1                  | ESB Villeneuve-d’Ascq LM F | 95           | *103         | 198          |              |  |  |        |                            |        |        |        |
|  |                  |                            |                    |                  |                  |     | 1                  | ESB Villeneuve-d’Ascq LM F | 95           | *103         | 198          |              |  |  |        |                            |        |        |        |
|  |                  | 4                          | Lattes-Montpellier | *64              | 67               | 131 |                    |                            |              |              |              |              |  |  |        |                            |        |        |        |
|  | 4                | 4                          | Lattes-Montpellier | *64              | 67               | 131 | Lattes-Montpellier | 77                         | *64          | 141          |              |              |  |  |        |                            |        |        |        |
|  | 4                |                            |                    |                  |                  |     | Lattes-Montpellier | 77                         | *64          | 141          |              |              |  |  |        |                            |        |        |        |
|  | 5                | Charnay-lès-Mâcon BBS P    | *62                | 75               | 137              |     |                    |                            |              |              |              |              |  |  |        |                            |        |        |        |
|  |                  |                            |                    |                  |                  |     |                    |                            |              |              |              |              |  |  | 1      | ESB Villeneuve-d’Ascq LM F | 70     | *114   | 184    |
|  |                  | 3                          | Basket Landes C    | *66              | 88               | 154 |                    |                            |              |              |              |              |  |  |        |                            |        |        |        |
|  | 2                | Tango Bourges              | 69                 | *98              | 167              |     |                    |                            |              |              |              |              |  |  |        |                            |        |        |        |
|  | 7                | Tarbes Gespe Bigorre       | *87                | 83               | 170              |     |                    |                            |              |              |              |              |  |  |        |                            |        |        |        |
|  | 7                | Tarbes Gespe Bigorre       | *87                | 83               | 170              |     | 7                  | Tarbes Gespe Bigorre       | *67          | 54           | 121          |              |  |  |        |                            |        |        |        |
|  |                  |                            |                    |                  |                  |     | 7                  | Tarbes Gespe Bigorre       | *67          | 54           | 121          |              |  |  |        |                            |        |        |        |
|  |                  | 3                          | Basket Landes C    | 62               | *65              | 127 |                    |                            |              |              |              |              |  |  |        |                            |        |        |        |
|  | 3                | 3                          | Basket Landes C    | 62               | *65              | 127 | Basket Landes C    | 89                         | *79          | 168          |              |              |  |  |        |                            |        |        |        |
|  | 3                |                            |                    |                  |                  |     | Basket Landes C    | 89                         | *79          | 168          |              |              |  |  |        |                            |        |        |        |
|  | 6                | LDLC Lyon ASVEL féminin T  | *67                | 60               | 127              |     |                    |                            |              |              |              |              |  |  |        |                            |        |        |        |

* indique l’équipe qui reçoit.

#### Vainqueur
| Champion de France 2023–2024 ESB Villeneuve-d’Ascq LM 2e titre - 1 Shavonte Zellous - 3 Kamiah Smalls - 4 Clara Causeur - 5 Aminata Gueye - 6 Caroline Hériaud - 8 Élodie Lutbert - 10 Charlotte Abraham - 13 Maïa Hirsch - 20 Bethy Mununga - 22 Kariata Diaby - 24 Keisha Hampton - 25 Kennedy Burke - 31 Janelle Salaün - 33 Maxuella Lisowa-Mbaka - Entraîneur : Rachid Meziane - Assistant : Antonio de Barros |

### Playdowns
Les quatre dernières équipes de la saison régulière s’affrontent sur des matches aller-retour, tout en conservant les résultats acquis en saison régulière entre elles.
| Rang | Équipe                     | Pts | J | G | P | Pp  | Pc  | Diff |
| ---- | -------------------------- | --- | - | - | - | --- | --- | ---- |
| 1    | FCB Charleville-Mézières   | 10  | 6 | 4 | 2 | 429 | 404 | 25   |
| 2    | Saint-Amand Hainaut Basket | 9   | 6 | 3 | 3 | 414 | 418 | -4   |
| 3    | Roche Vendée Basket Club   | 8–1 | 6 | 3 | 3 | 444 | 445 | -1   |
| 4    | Landerneau Bretagne Basket | 7–1 | 6 | 2 | 4 | 426 | 446 | -20  |

La formation qui termine dernière de ce classement est reléguée en Ligue féminine 2.
| Rang | Équipe                     | Pts  | J  | G | P | Pp  | Pc  | Diff |  | Résultats (dom.\ext.)      | CHA   | LAN   | LaR   | StA   |
| ---- | -------------------------- | ---- | -- | - | - | --- | --- | ---- |  | -------------------------- | ----- | ----- | ----- | ----- |
| 1    | FCB Charleville-Mézières   | 20   | 12 | 8 | 4 | 891 | 827 | 64   |  | FCB Charleville-Mézières   |       | 71-81 | 77-72 | 89-71 |
| 2    | Landerneau Bretagne Basket | 19–1 | 12 | 8 | 4 | 867 | 776 | 91   |  | Landerneau Bretagne Basket | 73-66 |       | 70-42 | 85-38 |
| 3    | Roche Vendée Basket Club   | 16–1 | 12 | 5 | 7 | 836 | 868 | -32  |  | Roche Vendée Basket Club   | 68-77 | 54-61 |       | 81-66 |
| 4    | Saint-Amand Hainaut Basket | 15   | 12 | 3 | 9 | 778 | 901 | -123 |  | Saint-Amand Hainaut Basket | 58-82 | 59-71 | 72-75 |       |

| Journée ╱ Équipe     | 1                    | 2 | 3 | 4 | 5 | 6 |   |
| -------------------- | -------------------- | - | - | - | - | - | - |
| Journée ╱ Équipe     | Charleville-Mézières | D | V | V | D | V | V |
| Landerneau           | V                    | V | V | V | V | V |   |
| La Roche-sur-Yon     | V                    | D | D | V | D | D |   |
| Saint-Amand-les-Eaux | D                    | D | D | D | D | D |   |

| Journées / Clubs     | 0  | 1  | 2  | 3  | 4  | 5  | 6  | Mnt | Rel |
| -------------------- | -- | -- | -- | -- | -- | -- | -- | --- | --- |
| Charleville-Mézières | 9  | 9  | 9  | 9  | 9  | 9  | 9  | 6   |     |
| Landerneau           | 12 | 12 | 12 | 10 | 10 | 10 | 10 | 4   | 2   |
| La Roche-sur-Yon     | 11 | 10 | 10 | 11 | 11 | 11 | 11 | 6   |     |
| Saint-Amand-les-Eaux | 10 | 11 | 11 | 12 | 12 | 12 | 12 | 2   | 4   |

## Trophées de la saison
Les trophées de la saison sont dévoilés le 11 avril.
| Trophées LFB 2024   | Trophées LFB 2024 | Trophées LFB 2024 |
| Récompense          | Joueuse           | Équipe            |
| ------------------- | ----------------- | ----------------- |
| Meilleure joueuse   | Kennedy Burke     | Villeneuve-d’Ascq |
| Meilleure jeune     | Dominique Malonga | Tarbes            |
| Meilleur entraîneur | Rachid Meziane    | Villeneuve-d’Ascq |
| Meilleur cinq       | Carla Leite       | Tarbes            |
| Meilleur cinq       | Janelle Salaün    | Villeneuve-d’Ascq |
| Meilleur cinq       | Kennedy Burke     | Villeneuve-d’Ascq |
| Meilleur cinq       | Kayla Alexander   | Bourges           |
| Meilleur cinq       | Dominique Malonga | Tarbes            |

## Clubs engagés en coupe d’Europe

### Euroligue
| Équipe             | Qualifications                                 | Qualifications                                 | Saison régulière | Saison régulière | Playoffs  | Playoffs   | Bilan général |
| Équipe             | Résultat                                       | V–D (%V)                                       | Résultat         | V–D (%V)         | Résultat  | V–D (%V)   | V–D (%V)      |
| ------------------ | ---------------------------------------------- | ---------------------------------------------- | ---------------- | ---------------- | --------- | ---------- | ------------- |
| Basket Landes      | Directement qualifiée pour la saison régulière | Directement qualifiée pour la saison régulière | 7e du groupe B   | 4–10 (29 %)      | Éliminée  | Éliminée   | 4–10 (29 %)   |
| LDLC ASVEL féminin | Directement qualifiée pour la saison régulière | Directement qualifiée pour la saison régulière | 6e du groupe A   | 5–9 (36 %)       | Éliminée  | Éliminée   | 5–9 (36 %)    |
| Villeneuve-d’Ascq  | Directement qualifiée pour la saison régulière | Directement qualifiée pour la saison régulière | 3e du groupe B   | 8–6 (57 %)       | Finaliste | 3–2 (60 %) | 11–8 (58 %)   |

### Eurocoupe
| Équipe               | Qualifications                                 | Qualifications                                 | Saison régulière | Saison régulière | Playoffs       | Playoffs     | Bilan général |
| Équipe               | Résultat                                       | V–D (%V)                                       | Résultat         | V–D (%V)         | Résultat       | V–N–D (%V)   | V–N–D (%V)    |
| -------------------- | ---------------------------------------------- | ---------------------------------------------- | ---------------- | ---------------- | -------------- | ------------ | ------------- |
| Angers               | Directement qualifiée pour la saison régulière | Directement qualifiée pour la saison régulière | 2e du groupe C   | 4–2 (67 %)       | 1/16 de finale | 0–0–2 (0 %)  | 4–0–4 (50 %)  |
| Charleville-Mézières | Directement qualifiée pour la saison régulière | Directement qualifiée pour la saison régulière | 3e du groupe A   | 3–3 (50 %)       | 1/16 de finale | 0–1–1 (0 %)  | 3–1–4 (38 %)  |
| La Roche-sur-Yon     | Directement qualifiée pour la saison régulière | Directement qualifiée pour la saison régulière | 2e du groupe L   | 4–2 (67 %)       | ⅛ de finale    | 1–1–2 (25 %) | 5–1–4 (50 %)  |
| Lattes-Montpellier   | Directement qualifiée pour la saison régulière | Directement qualifiée pour la saison régulière | 1re du groupe D  | 3–1 (75 %)       | ¼ de finale    | 3–0–3 (50 %) | 6–0–4 (60 %)  |
| Bourges              | Directement qualifiée pour la saison régulière | Directement qualifiée pour la saison régulière | 1re du groupe H  | 6–0 (100 %)      | ⅛ de finale    | 3–0–1 (75 %) | 9–0–1 (90 %)  |